# Stazione di Acquaviva-Casteltermini
Acquaviva-Casteltermini vasútállomás egy vasútállomás Olaszországban, Szicília régióban, Agrigento megyében, Acquaviva Platani településen. Forgalma alapján az olasz vasútállomás-kategóriák közül a bronz kategóriába tartozik.

## Vasútvonalak
Az állomást az alábbi vasútvonalak érintik:
- Palermo–Agrigento–Porto Empedocle-vasútvonal

## Kapcsolódó állomások
A vasútállomáshoz az alábbi állomások vannak a legközelebb:
- Stazione di Cammarata-San Giovanni Gemini
- Stazione di Campofranco